# سمفونی سن آنتونیو

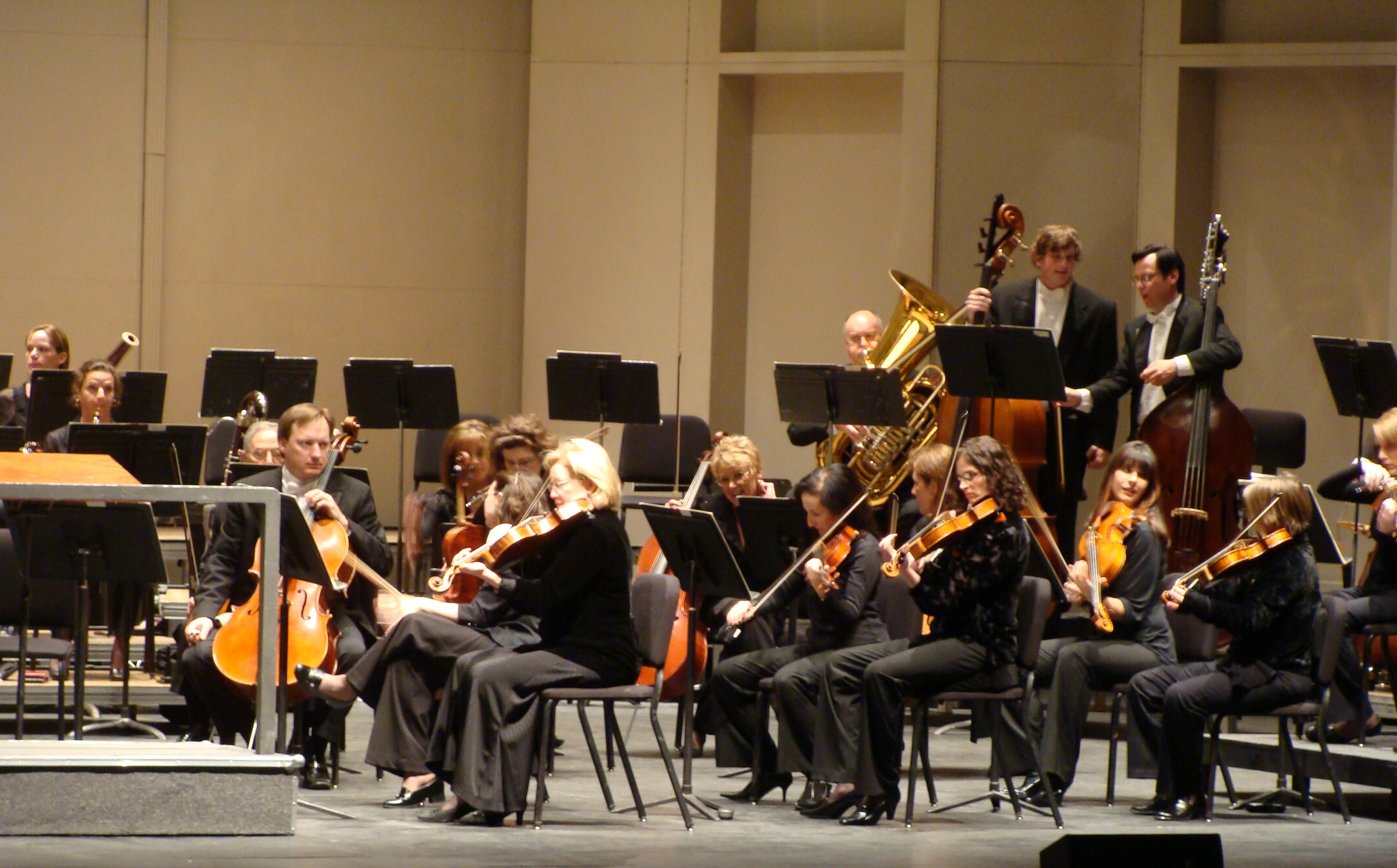
تمرین اعضای ارکستر سمفونی سن آنتونیو قبل از اجرای مشترک با سارا چنگ در سال ۲۰۰۹.

سمفونی سن آنتونیو (به انگلیسی: San Antonio Symphony) تأسیس ۱۹۳۹، یکی از گروه‌های ارکستر کلاسیک آمریکایی است که در شهر سن آنتونیو قرار دارد.
بنیانگذار این ارکستر، ماکس رایتر (Max Reiter) یهودی و زاده شهر تریسته در ایتالیا بود که در زمان قبل از جنگ جهانی دوم رهبر ارکستر سمفونی شهر میلان ایتالیا بود. با نامساعد شدن فضای اروپا بر ضد یهودیان، وی به نیویورک و سپس به سن آنتونیو مهاجرت نمود، جایی که اولین ارکستر سمفونی ایالت تگزاس را در آن تأسیس کرد.
پس از مرگ ناگهانی رایتر، از ۱۹۵۰ تا ۱۹۷۸ رهبری این ارکستر را ویکتور آلساندرو بر عهده داشت و پس از مرگ وی نیز این سمت بر عهده فرانسوا هویبرختس ٬ لارنس اسمیت ٬ آکیرا اندوی ژاپنی ٬ زنک ماکال، و کریستوفر ویلکینز قرار گرفت. ارکستر مذکور در زمان ویلکینز شهرت ملی پیدا کرد و صاحب چندین جایزه بزرگ اجرای موسیقی کلاسیک گردید. از سال ۲۰۰۲ تا کنون این وظیفه بر عهده لری راکلف می‌باشد.
این ارکستر در تالار مجستیک شهر سن آنتونیو قرار دارد.